# Omar Plaini
Omar Francisco Plaini (Lomas de Zamora, 19 de mayo de 1953) es un político, sindicalista y dirigente deportivo argentino. Se desempeña como Secretario General del Sindicato de Vendedores de Diarios de Revistas de la Ciudad Autónoma y Provincia de Buenos Aires (SIVENDIA, comúnmente conocido «Sindicato de Canillitas») desde el año 2006 a la actualidad de manera ininterrumpida. Además, desde el año 2023 es presidente del Club Atlético Los Andes. Por otro lado, se desempeñó en tres oportunidades como diputado nacional, entre otros cargos políticos y gremiales.

## Biografía
Plaini tomó relevancia como dirigente gremial en la década de 1990, aliándose con Hugo Moyano en la Confederación General del Trabajo, cuando formaron el Movimiento de Trabajadores Argentinos para oponerse a los dirigentes que apoyaban a Carlos Menem. Tras varios años intentando disputarle la secretaría general a quien era su titular histórico Martín Apiccella —sucedido por su hijo en el 2004, tras su fallecimiento—, logrando destronarlo recién en el 2006 y su lista pudo, finalmente imponerse.
Ingresó por primera vez a la Cámara de Diputados de la Nación en el 2009, representando a la provincia de Buenos Aires, siendo electo por el Frente para la Victoria. Sin embargo, en las elecciones legislativas de 2013, compitió aliado a Francisco de Narváez, y renovó su banca como diputado por el Frente Unidos por la Libertad y el Trabajo. Ocupó el segundo lugar en la lista, y su alianza se debía a un acuerdo entre Hugo Moyano y De Narváez.
En las elecciones legislativas del 2019, ya adherido nuevamente al kirchnerismo, fue electo como senador de la provincia de Buenos Aires por el Frente de Todos. En enero del 2023 fue electo como presidente del club bonaerense Los Andes.